# Together (Sia)
Together è un singolo della cantautrice australiana Sia, pubblicato il 20 maggio 2020 come primo estratto dal nono album in studio Music - Songs from and Inspired by the Motion Picture.

## Pubblicazione
Il 13 maggio 2020 la cantante ha annunciato la canzone tramite i propri social media, rivelandone nell'occasione sia la copertina che la data di pubblicazione prevista per il mercoledì seguente.

## Video musicale
Il video musicale, diretto dalla cantante stessa, è stato reso disponibile in concomitanza con l'uscita del singolo tramite il canale YouTube dell'interprete. I protagonisti del video sono gli stessi del film Music: Kate Hudson, Leslie Odom Jr., Maddie Ziegler, Mary Kay Place e Héctor Elizondo.

## Tracce
Testi e musiche di Sia e Jack Antonoff.
Download digitale
1. Together – 3:25

Download digitale – Remixes
1. Together (F9 Radio Remix) – 3:20
2. Together – 3:25
3. Together (F9 Club Remix) – 7:49

Download digitale – Initial Talk Remix
1. Together (Initial Talk Remix) – 3:18

## Formazione
Musicisti
- Sia – voce
- Jack Antonoff – cori, batteria, tastiera, pianoforte, programmazione, sintetizzatore
- Jesse Shatkin – basso, programmazione della batteria, tastiera, sintetizzatore, programmazione aggiuntiva

Produzione
- Jack Antonoff – produzione
- Jesse Shatkin – produzione aggiuntiva, ingegneria del suono
- Laura Sisk – ingegneria del suono
- Sam Dent – ingegneria del suono aggiuntiva
- John Rooney – assistenza all'ingegneria del suono
- Jon Sher – assistenza all'ingegneria del suono
- Șerban Ghenea – missaggio
- John Hanes – assistenza al missaggio
- Chris Gehringer – mastering

## Classifiche
| Classifica (2020) | Posizione massima |
| ----------------- | ----------------- |
| Australia         | 27                |
| Belgio (Vallonia) | 23                |
| Canada            | 70                |
| Croazia           | 45                |
| Francia           | 161               |
| Grecia            | 72                |
| Regno Unito       | 96                |
| Slovacchia        | 54                |
| Slovenia          | 48                |
| Svizzera          | 61                |